# بیاجو روستی
 بیاجو روستی (انگلیسی: Biagio Rossetti؛ ۱۴۴۷ – ۱۵۱۶) یک معمار اهل ایتالیا بود.